# Franz Konrad (SS-Mitglied)

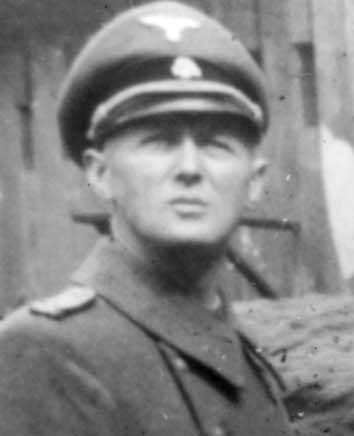
Franz Konrad während des Aufstandes im Warschauer Ghetto (20. April 1943)

Franz Konrad (* 1. März 1906 in Liesing, Niederösterreich; † 6. März 1952 in Warschau) war ein österreichischer SS-Hauptsturmführer und als Verwaltungsführer zuständig für die „Werteerfassung“ im Warschauer Ghetto, der als Kriegsverbrecher hingerichtet wurde. Konrad war für den Raub jüdischen Vermögens im Warschauer Ghetto zuständig.

## Leben
Franz Konrad, Sohn eines Bergmannes, arbeitete nach dem Abschluss seiner Schulzeit als Verkäufer in der Lebensmittelbranche und anschließend bis 1931 als Filialleiter eines Konsumvereins. Danach war Konrad arbeitslos, trat zum 1. April 1932 der österreichischen NSDAP (Mitgliedsnummer 1.085.499) und zum 1. September 1932 der SS (SS-Nummer 46.204) bei. Konrad, Mitglied im Lebensborn e. V., war seit 1931 verheiratet und wurde in der Folge Vater dreier Kinder. Nach dem NSDAP-Verbot in Österreich am 19. Juni 1933 leitete Konrad den SS-Sturm 5/II/38. Wegen Beteiligung am Juliputsch 1934 wurde Konrad verhaftet und im Anhaltelager Wöllersdorf interniert. Nach seiner Flucht aus Österreich im Juli 1935 gelangte Konrad ins Deutsche Reich und erhielt im SS-Lager Weißenfeld, nun auch als Mitglied der Waffen-SS, eine militärische Ausbildung. Danach absolvierte er eine Verwaltungsausbildung und kehrte nach dem „Anschluss Österreichs“ im April 1938 nach Österreich, als hauptamtlicher SS-Führer und Verwaltungsführer des SS-Abschnitts XXXV, Sturmbann III/94, zurück.
Im November 1939, nach Ausbruch des Zweiten Weltkrieges, wurde Konrad einberufen als hauptamtlicher Verwaltungsführer der allgemeinen SS und Oberscharführer der Waffen-SS nach Warschau. Nach einer Weiterbildung an der Verwaltungsschule bei der Leibstandarte SS Adolf Hitler war Konrad für den Bau und die Einrichtung von Truppenunterkünften und die Beschlagnahmung von Gütern für die Truppe verantwortlich. Bis Mitte Juni 1942 fungierte Konrad als Verpflegungsoffizier der Truppe und wurde danach Leiter für die „Werteerfassung“ im Warschauer Ghetto zum Raub jüdischen Vermögens. Diese Dienststelle unterstand dem SS- und Polizeiführer in Warschau Ferdinand von Sammern-Frankenegg und war für die Requisition, Sortierung und Weiterleitung der jüdischen Vermögenswerte, Geldmittel, Einrichtungsgegenstände und Maschinen zuständig. Zudem wurde er ab Ende April 1942 beim Inspekteur des Reit- und Fahrwesens in Warschau eingesetzt.
Ab dem 1. April 1943 wurde Konrad zum SS- und Polizeiführer Odilo Globocnik nach Lublin abkommandiert und bei der Ostindustrie GmbH eingesetzt. Von dort wurde er dem SS- und Polizeiführer in Warschau Ferdinand von Sammern-Frankenegg zur Verfügung gestellt und fungierte zunächst weiterhin als Leiter für die Werteerfassung jüdischen Vermögens im Warschauer Ghetto. Während des Aufstandes im Warschauer Ghetto nahm Konrad an dessen Niederschlagung teil und führte am 19. April 1943 eine Gruppe Juden zum Umschlagplatz, wo diese von jüdischen Widerstandskämpfern befreit wurden. Konrad konnte jedoch flüchten. Im Verlauf des Jahres 1943 war Konrad dann mit der Überprüfung des Kriegsgefangenenlagers Włodawa, das in ein Arbeitslager umgewandelt werden sollte, beschäftigt. Zudem war er mit der Werteerfassung im Ghetto Białystok, dessen Verlagerung sowie mit dem Ausbau der Maschinen im Restghetto von Warschau, beauftragt. Ende 1943 beendete Konrad seine Tätigkeit für die Ostindustrie GmbH und fungierte ab dem 3. Januar 1944 als Verwaltungsleiter des SS-Remonteamt Fischhorn-Bruck-Fusch.
Nach Kriegsende wurde der auch Ghettokönig genannte Konrad verhaftet und im „Prozess gegen Stroop und Konrad“ wegen der Teilnahme an der Liquidierung des Warschauer Ghettos zum Tod durch den Strang verurteilt. Am 6. März 1952 wurde Konrad in Warschau hingerichtet.

## NSDAP-interne Auszeichnungen
| Konrads SS-Ränge | Konrads SS-Ränge    |
| Datum            | Rang                |
| ---------------- | ------------------- |
| Januar 1939      | SS-Untersturmführer |
| Juli 1941        | SS-Obersturmführer  |
| Februar 1944     | SS-Hauptsturmführer |

- Ehrenwinkel der Alten Kämpfer
- SS-Zivilabzeichen
- Totenkopfring der SS
- Julleuchter

## Militärauszeichnungen im Zweiten Weltkrieg
- Kriegsverdienstkreuz (1939) II. Klasse mit Schwertern, 1940
- Eisernes Kreuz (1939) II. Klasse, 1942
- Medaille Winterschlacht im Osten 1941/42
- Kriegsverdienstkreuz (1939) I. Klasse mit Schwertern, 1944